# 송 휴공
송 휴공(宋 休公, ? ~ 기원전 373년)은 중국 전국 시대 송나라의 공작(재위: 기원전 395년 ~ 기원전 373년)이다. 성은 자(子), 이름은 전(田)이다. 송 도공의 아들이다.
| 선대 송 도공 구유 | 제32대 송나라 임금 기원전 395년 ~ 기원전 373년 기원전 385년경 ~ 기원전 363년경 | 후대 송 벽공 벽병 |